# 華頂博信
華頂 博信（かちょう ひろのぶ、1905年（明治38年）5月22日 - 1970年（昭和45年）10月23日）は、日本の皇族、政治家、海軍軍人。伏見宮家の出身で、後に臣籍降下し華族（侯爵）となり、貴族院議員を務めた。階級は海軍大佐正三位勲一等侯爵。皇族時代は伏見宮博信王（ひろのぶおう）といった。

## 経歴

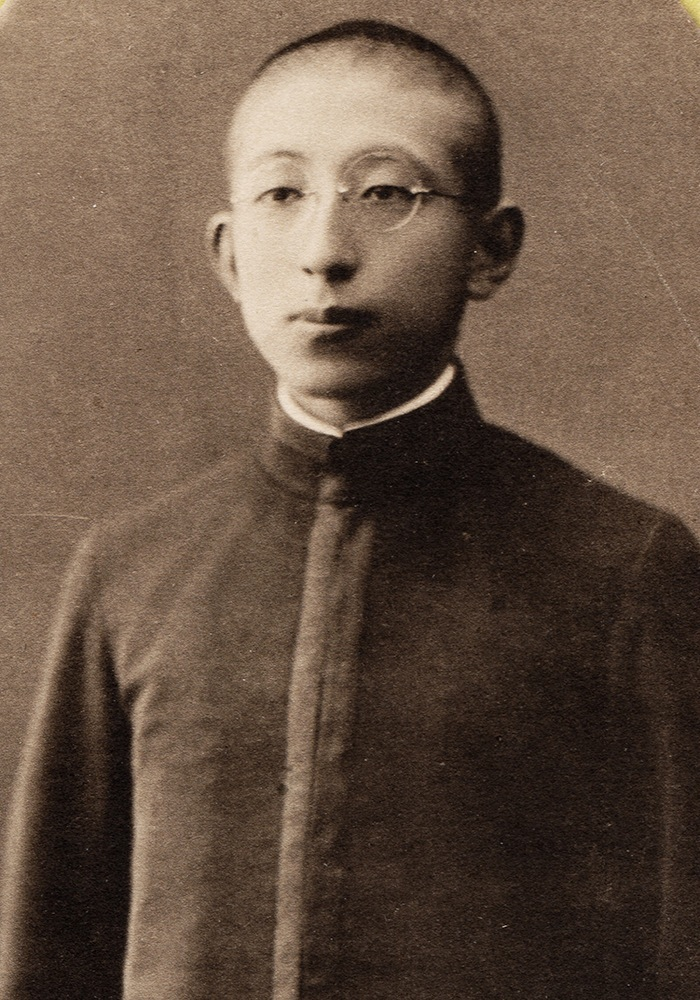
少尉候補生時代

1925年（大正14年）5月22日、貴族院皇族議員に就任。同年7月14日海軍兵学校（53期）を卒業した博信は、同日海軍少尉候補生・「磐手」乗組を命ぜられ、翌年の1926年（大正15年）12月1日に海軍少尉・山城乗組に任命される。昭和12年7月、海軍大学校（35期）卒業。
また、同1926年（大正15年）10月19日に勲一等旭日桐花大綬章受章、12月7日に臣籍降下し、華頂の家号を賜り侯爵として華族に列せられ貴族院皇族議員を退任。この際、実兄である華頂宮博忠王の死により断絶していた華頂宮家の祭祀を継承した。同月13日、閑院宮載仁親王の娘・華子と結婚。
1931年（昭和6年）に大尉に昇進。
1932年（昭和7年）12月に「愛宕」分隊長に就任。以後「曙」水雷長、「漣」水雷長、軍令部員等を歴任した。1935年（昭和10年）5月21日には侯爵として貴族院議員に就任する。
1939年（昭和14年）10月に海軍大学校教官となってからは、各種学校の教官を経験する。1945年（昭和20年）7月15日に海軍水雷学校教官に補され、翌月8月15日の終戦を迎える。階級は海軍中佐であった。同年9月5日には海軍大佐に進級し11月、予備役編入となる。

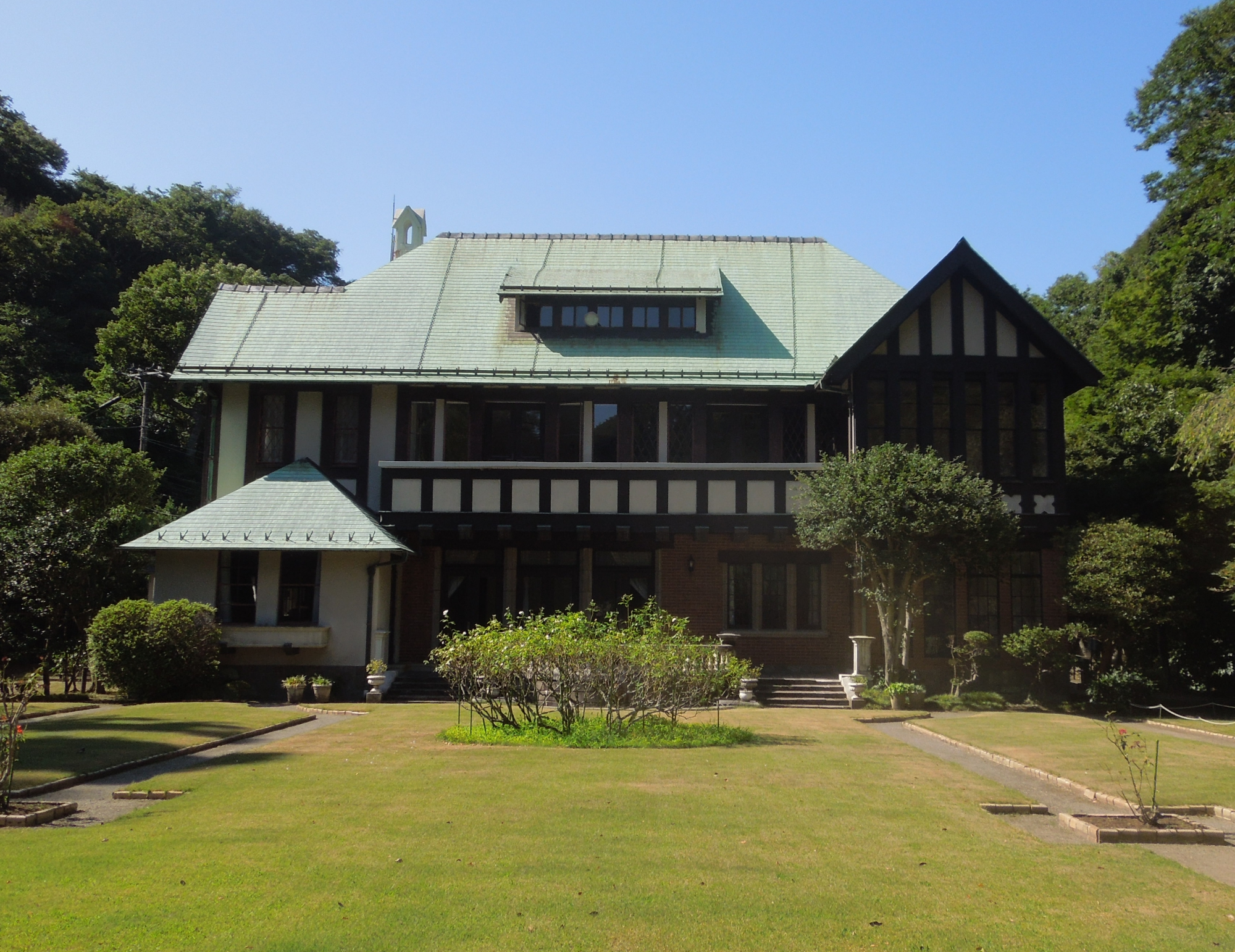
華頂侯爵邸（「旧華頂宮邸」）

1929年（昭和4年）に博信が造らせ、1931年（昭和6年）に完成した邸宅（旧華頂宮邸）は所在地である神奈川県鎌倉市によって保存されている。
兄弟たちが病死や戦死で早世する中、父宮博恭王と共に太平洋戦争終結まで存命であった。1946年（昭和21年）4月12日、貴族院議員を辞任。同年公職追放となる。1951年（昭和26年）に妻華子と離婚。旧皇族の離婚第一号となる。その原因は、華子と戸田豊太郎（徳川慶喜の孫、徳川喜和子の元夫）との不義密通が発覚したことであった。華子は結局戸田のもとに走り、博信は再婚して渡米、心理学の研究生活に入った。

## 血縁
- 父：伏見宮博恭王
- 母：徳川経子（徳川慶喜の九女）
- 兄弟：博義王 - 浅野恭子 - 博忠王 - 博信王 - 敦子女王 - 知子女王 - 博英王
- 妻：華子 - 閑院宮載仁親王第5王女。後に離婚。旧皇族の離婚第1号。載仁親王は博信の大叔父（祖父・貞愛親王の弟）にあたる。
- 長男：華頂博道（1930年6月4日生[8]） - 慶応義塾大学経済学部卒業後、東欧トヨペット販売をへて三和自動車販売、華商事の各社長[9]。妻の隆江は湯河原温泉の髪結い屋の娘[10]。
  - 華頂尚隆（1957年3月10日生[8]） - 日本映画製作者連盟事務局長
  - 華頂博俊（1961年9月8日生[8] - 2024年10月19日[11]） - ドライバーズバンク代表[12]、中央運転サービス代表[13]。2024年10月19日にバイク事故で死去[11]。
  - 華頂博行（1962年12月17日生[8]） - 美容室経営[10]
- 次男：伏見博孝（1932年7月31日-1991年2月17日[8]） - 伏見博英（博信の叔父）の養子となる。
  - 博孝に子はなく、伏見家は義妹（博英の四女）の夫・伏見和夫（1941年1月1日生、猪野昇長男[14]）がついだ。
- 長女：松岡治子 - 松岡震三（松岡洋右の三男で住友金属工業専務）妻[15][16]。